# Nagasaki Kaidō

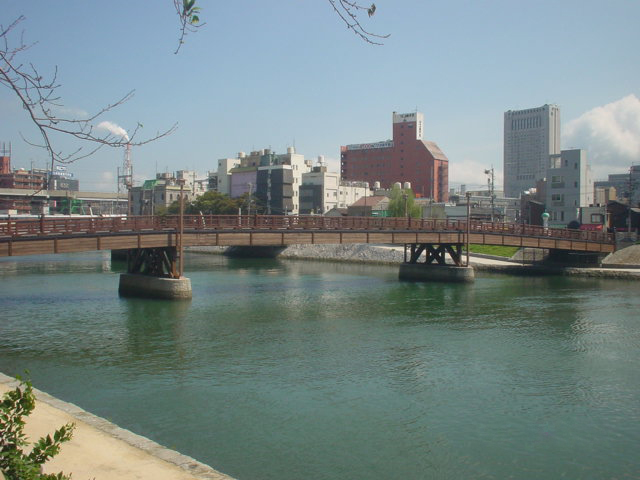
Tokiwabashi à Kokura sur le Nagasaki kaidō

Le Nagasaki Kaidō (長崎街道) était une route de Kyūshū qui allait de Kokura à Nagasaki. Elle servait au daimyo pour le sankin kotai ainsi qu'aux marchands hollandais à Nagasaki auxquels étaient imposée la même obligation de rendre visite au shogun. La route s'étendait sur 228 km et il fallait aux voyageurs une semaine pour la parcourir.

## Stations du Nagasaki kaidō
Les 25 shukuba du Nagasaki Kaidō, telles qu'indiquées en 1705, sont données ci-dessous avec le nom des municipalités modernes.

### Préfecture de Fukuoka
Point de départ : Tokiwabashi (常盤橋) (Kokura Kita-ku, Kitakyūshū)
1. Kurosaki-shuku (黒崎宿) (Yahatanishi-ku, Kitakyūshū)
2. Koyanose-shuku (木屋瀬宿) (Yahatanishi-ku, Kitakyūshū)
3. Iizuka-shuku (飯塚宿) (Iizuka)
4. Uchino-shuku (内野宿) (Iizuka)
5. Yamae-shuku (山家宿) (Chikushino)
6. Haruda-shuku (原田宿) (Chikushino)

### Préfecture de Saga
7. Tashiro-shuku (田代宿) (Tosu)
8. Todoroki-shuku (轟木宿) (Tosu）
9. Nakabaru-shuku (中原宿) (Miyaki, district de Miyaki)
10. Kanzaki-shuku (神埼宿) (Kanzaki)
11. Sakaibaru-shuku (境原宿) (Kanzaki)
12. Saga-shuku (佐賀宿) (Saga)
13. Ushizu-shuku (牛津宿) (Ogi)
14. Oda-shuku (小田宿) (Kōhoku, district de Kishima)
15. Kitagata-shuku (北方宿) or Naruse-shuku (鳴瀬宿) (Takeo)
16. Tsukasaki-shuku (塚崎宿) or Shiota-shuku (塩田宿) (Takeo)
17. Ureshino-shuku (嬉野宿) (Ureshino)

### Préfecture de Nagasaki
18. Sonogi-shuku (彼杵宿) (Higashisonogi, district de Higashisonogi)
19. Matsubara-shuku (松原宿) (Ōmura)
20. Ōmura-shuku (大村宿) (Ōmura)
21. Eishō-shuku (永昌宿) (Isahaya)
22. Yagami-shuku (矢上宿) (Nagasaki)
23. Himi-shuku (日見宿) (Nagasaki)
Point d'arrivée : Nagasaki